# Ahornismühle
Ahornismühle ist ein Gemeindeteil der Stadt Münchberg im Landkreis Hof (Oberfranken, Bayern). Ahornismühle liegt in der Gemarkung Poppenreuth.

## Geografie
Das Einöde liegt am Enziusbach, einem rechten Zufluss der Selbitz. Gemeindeverbindungsstraßen führt nach Ahornis (0,8 km südlich) bzw. nach Wüstenselbitz zur Kreisstraße HO 23 (1,2 km nördlich).

## Geschichte
Ahornismühle gehörte zur Realgemeinde Wüstenselbitz. Gegen Ende des 18. Jahrhunderts bestand Ahornismühle aus einem Anwesen. Die Hochgerichtsbarkeit stand dem bayreuthischen Stadtrichteramt Münchberg zu. Das Kastenamt Münchberg war Grundherr des Mühlengutes.
Von 1797 bis 1810 unterstand Ahornismühle dem Justiz- und Kammeramt Münchberg. Infolge des Ersten Gemeindeedikts wurde Ahornismühle dem 1812 gebildeten Steuerdistrikt Wüstenselbitz und der zugleich entstanden Ruralgemeinde Wüstenselbitz zugewiesen. 1848 kam Ahornismühle an die neu gebildete Ruralgemeinde Poppenreuth. Im Zuge der Gebietsreform in Bayern wurde Ahornismühle am 1. Juli 1972 nach Münchberg eingemeindet.

### Ehemaliges Baudenkmal
- Haus Nr. 37: Mühle. Zweigeschossiger Wohnstallbau mit Satteldach, die Rahmungen der stichbogigen Wohnungs- und Stalltür profiliert und geohrt. Im Scheitelstein der Wohnungstür die Bezeichnung „JCS“ und Müllerzeichen, im Scheitelstein der Stalltür ebenfalls ein Müllerzeichen und die Jahreszahl „1792“.[8]

### Einwohnerentwicklung
| Jahr      | 1812  | 1819   | 1861   | 1871   | 1885   | 1900   | 1925   | 1950   | 1961   | 1970   | 1987  |
| Einwohner | *     | *      | 8      | 8      | 7      | 7      | 10     | 9      | 2      | 5      | 7     |
| Häuser    | *     |        |        |        | 1      | 1      | 1      | 1      | 1      |        | 1     |
| Quelle    | [ 6 ] | [ 10 ] | [ 11 ] | [ 12 ] | [ 13 ] | [ 14 ] | [ 15 ] | [ 16 ] | [ 17 ] | [ 18 ] | [ 1 ] |

## Religion
Ahornismühle war ursprünglich nach  St. Peter und Paul (Münchberg) gepfarrt und evangelisch-lutherisch geprägt. Seit den 1930er Jahren gehört Ahornismühle zur Pfarrei Ahornis.